# دبلن (تكساس)
دبلن، تكساس

دبلن (بالإنجليزية: Dublin)‏ هي مدينة أمريكية تقع في ولاية تكساس.تبلغ مساحة هذه المدينة 8.8 (كم²)،ويبلغ عدد سكانها 3754 نسمة حسب إحصاء سنة 2010 م. تشير إحصاءات سنة 2000م بأن الكثافة السكانية في هذه المدينة تقدر بـ(425.6) نسمة/كم2.

## التركيبة السكانية
حدّد مكتب تعداد الولايات المتحدة بيانات التركيبة السكانية لدبلن في تعداد الولايات المتحدة. في ما يلي، التركيبة السكانية حسب تعدادي 2000 و2010.

### تعداد عام 2000
بلغ عدد سكان دبلن 3,754 نسمة بحسب تعداد عام 2000، وبلغ عدد الأسر 1,309 أسرة وعدد العائلات 920 عائلة مقيمة في المدينة. في حين سجلت الكثافة السكانية 404.1 نسمة لكل كيلومتر مربع (1,046.6/ميل2). وبلغ عدد الوحدات السكنية 1,507 وحدة بمتوسط كثافة قدره 162.2 لكل كيلومتر مربع (420.1/ميل2).
وتوزع التركيب العرقي للمدينة بنسبة 80.42% من البيض و0.24% من الأمريكيين الأفارقة و0.91% من الأمريكيين الأصليين و0.11% من الأمريكيين ذوي الأصول الآسيوية و0.03% من سكان جزر المحيط الهادئ و16.25% من الأعراق الأخرى و2.05% من عرقين مختلطين أو أكثر و29.62% من الهسبانيون أو اللاتينيون من أي عرق.
بلغ عدد الأسر 1,309 أسرة كانت نسبة 44.2% منها لديها أطفال تحت سن الثامنة عشر تعيش معهم، وبلغت نسبة الأزواج القاطنين مع بعضهم البعض 53.4% من أصل المجموع الكلي للأسر، ونسبة 11.7% من الأسر كان لديها معيلات من الإناث دون وجود شريك، بينما كانت نسبة 5.2% من الأسر لديها معيلون من الذكور دون وجود شريكة وكانت نسبة 29.7% من غير العائلات. تألفت نسبة 26.2% من أصل جميع الأسر من عدة أفراد يعيشون في نفس المنزل ونسبة 14.7% كانت تتألف من شخص يعيش بمفرده يبلغ من العمر 65 عاماً أو أكثر. وبلغ متوسط حجم الأسرة المعيشية 2.78، أما متوسط حجم العائلات فبلغ 3.38.
بلغ العمر الوسطي للسكان 32.4 عاماً. وكانت نسبة 32.4% من القاطنين تحت سن الثامنة عشر، وكانت نسبة 8.9% بين الثامنة عشر والرابعة والعشرين عاماً، ونسبة 25.6% كانت واقعةً في الفئة العمرية ما بين الخامسة والعشرين والرابعة والأربعين عاماً، ونسبة 17.2% كانت ما بين الخامسة والأربعين والرابعة والستين، ونسبة 12.9% كانت ضمن فئة الخامسة والستين عاماً فما فوق. يوجد لكل 100 أنثى 92.8 ذكر، ويوجد لكل 100 أنثى في الثامنة عشر من عمرها فما فوق 88.6 ذكر.
بلغ متوسط دخل الأسرة في المدينة 24,397 دولارًا، أما متوسط دخل العائلة فبلغ 27,880 دولارًا. وكان متوسط دخل الذكور 27,798 دولارًا مقابل 16,786 دولارًا للإناث. وسجل دخل الفرد الخاص بالمدينة 11,724 دولارًا. وكانت نسبة 28.1% من العائلات ونسبة 31.5% من السكان تحت خط الفقر، وكان من هؤلاء نسبة 40.8% تحت سن الثامنة عشر ونسبة 10.3% في الخامسة والستين من العمر وما فوق.

### تعداد عام 2010
بلغ عدد سكان دبلن 3,654 نسمة بحسب تعداد عام 2010، وبلغ عدد الأسر 1,305 أسرة وعدد العائلات 918 عائلة مقيمة في المدينة. في حين سجلت الكثافة السكانية 393.3 نسمة لكل كيلومتر مربع (1,018.6/ميل2). وبلغ عدد الوحدات السكنية 1,558 وحدة بمتوسط كثافة قدره 167.7 لكل كيلومتر مربع (434.3/ميل2).
وتوزع التركيب العرقي للمدينة بنسبة 76.98% من البيض و0.66% من الأمريكيين الأفارقة و1.42% من الأمريكيين الأصليين و0.38% من الأمريكيين ذوي الأصول الآسيوية و18.39% من الأعراق الأخرى و2.16% من عرقين مختلطين أو أكثر و35.33% من الهسبانيون أو اللاتينيون من أي عرق.
بلغ عدد الأسر 1,305 أسرة كانت نسبة 40.4% منها لديها أطفال تحت سن الثامنة عشر تعيش معهم، وبلغت نسبة الأزواج القاطنين مع بعضهم البعض 50.1% من أصل المجموع الكلي للأسر، ونسبة 14.4% من الأسر كان لديها معيلات من الإناث دون وجود شريك، بينما كانت نسبة 5.8% من الأسر لديها معيلون من الذكور دون وجود شريكة وكانت نسبة 29.7% من غير العائلات. تألفت نسبة 24.4% من أصل جميع الأسر من عدة أفراد يعيشون في نفس المنزل ونسبة 10.7% كانت تتألف من شخص يعيش بمفرده يبلغ من العمر 65 عاماً أو أكثر. وبلغ متوسط حجم الأسرة المعيشية 2.76، أما متوسط حجم العائلات فبلغ 3.34.
بلغ العمر الوسطي للسكان 32.2 عاماً. وكانت نسبة 29.6% من القاطنين تحت سن الثامنة عشر، وكانت نسبة 10.8% بين الثامنة عشر والرابعة والعشرين عاماً، ونسبة 23.8% كانت واقعةً في الفئة العمرية ما بين الخامسة والعشرين والرابعة والأربعين عاماً، ونسبة 23.1% كانت ما بين الخامسة والأربعين والرابعة والستين، ونسبة 12.6% كانت ضمن فئة الخامسة والستين عاماً فما فوق. وتوزع التركيب الجنسي للسكان بنسبة 48.5% ذكور و51.5% إناث.

## المناخ
يظهر الجدول التالي التغييرات المناخية على مدار السنة لدبلن:
| البيانات المناخية لـدبلن          | البيانات المناخية لـدبلن | البيانات المناخية لـدبلن | البيانات المناخية لـدبلن | البيانات المناخية لـدبلن | البيانات المناخية لـدبلن | البيانات المناخية لـدبلن | البيانات المناخية لـدبلن | البيانات المناخية لـدبلن | البيانات المناخية لـدبلن | البيانات المناخية لـدبلن | البيانات المناخية لـدبلن | البيانات المناخية لـدبلن | البيانات المناخية لـدبلن |
| الشهر                             | يناير                    | فبراير                   | مارس                     | أبريل                    | مايو                     | يونيو                    | يوليو                    | أغسطس                    | سبتمبر                   | أكتوبر                   | نوفمبر                   | ديسمبر                   | المعدل السنوي            |
| --------------------------------- | ------------------------ | ------------------------ | ------------------------ | ------------------------ | ------------------------ | ------------------------ | ------------------------ | ------------------------ | ------------------------ | ------------------------ | ------------------------ | ------------------------ | ------------------------ |
| متوسط درجة الحرارة الكبرى °م (°ف) | 13 (56)                  | 16 (60)                  | 20 (68)                  | 24 (76)                  | 28 (82)                  | 32 (90)                  | 35 (95)                  | 36 (96)                  | 31 (88)                  | 26 (78)                  | 19 (66)                  | 14 (58)                  | 24 (76)                  |
| متوسط درجة الحرارة الصغرى °م (°ف) | 0 (32)                   | 2 (36)                   | 6 (42)                   | 11 (51)                  | 16 (60)                  | 19 (67)                  | 22 (71)                  | 21 (70)                  | 18 (64)                  | 12 (54)                  | 6 (43)                   | 1 (34)                   | 11 (52)                  |
| الهطول مم (إنش)                   | 46 (1.8)                 | 56 (2.2)                 | 56 (2.2)                 | 86 (3.4)                 | 120 (4.8)                | 81 (3.2)                 | 53 (2.1)                 | 61 (2.4)                 | 79 (3.1)                 | 79 (3.1)                 | 58 (2.3)                 | 48 (1.9)                 | 830 (32.7)               |
| المصدر: Weatherbase               |                          |                          |                          |                          |                          |                          |                          |                          |                          |                          |                          |                          |                          |

## أعلام
- جورج أندرو ديفيس جونيور
- بين هوجان
- جوني دونكان
- فرد إل. كروفورد

## معرض صور

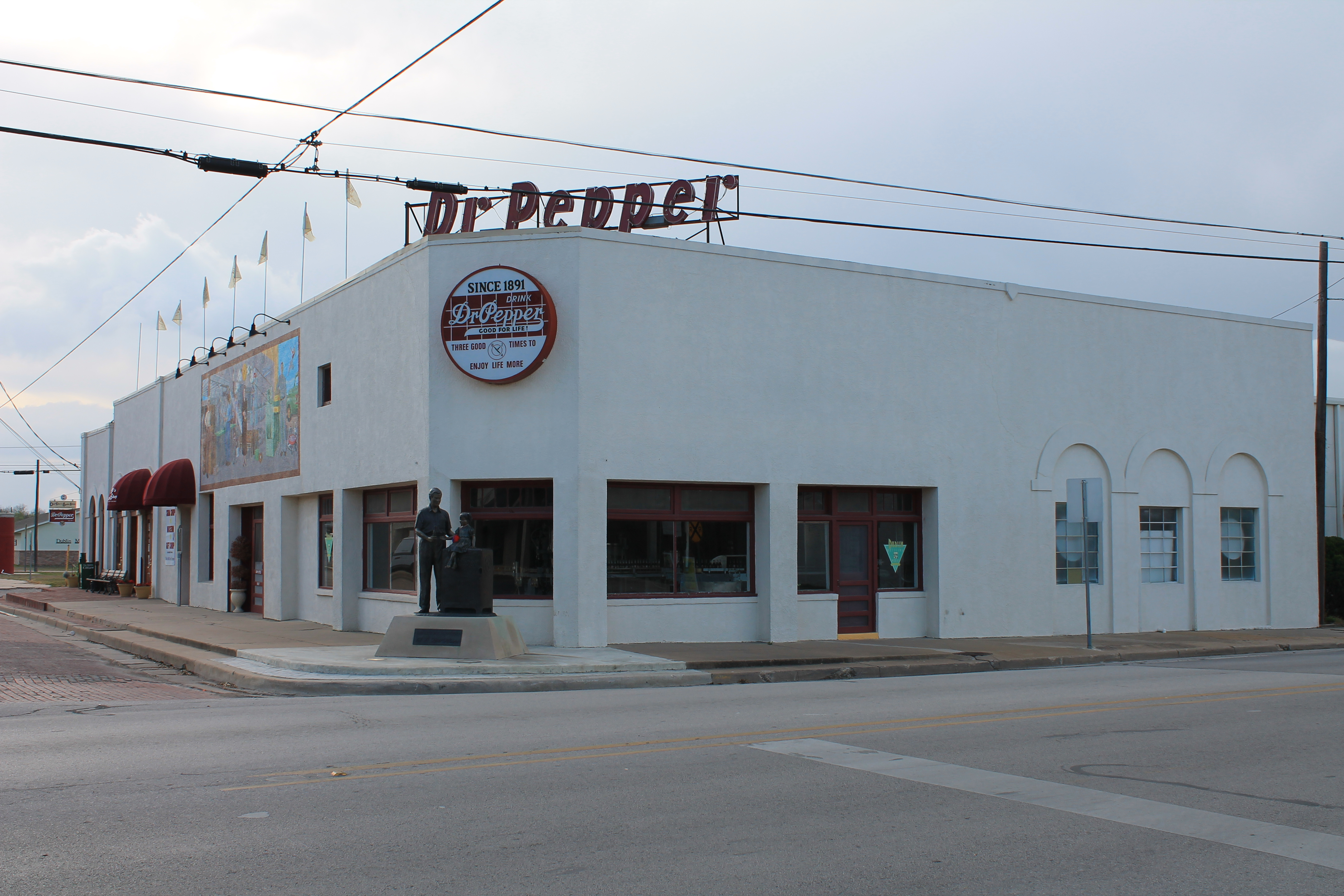
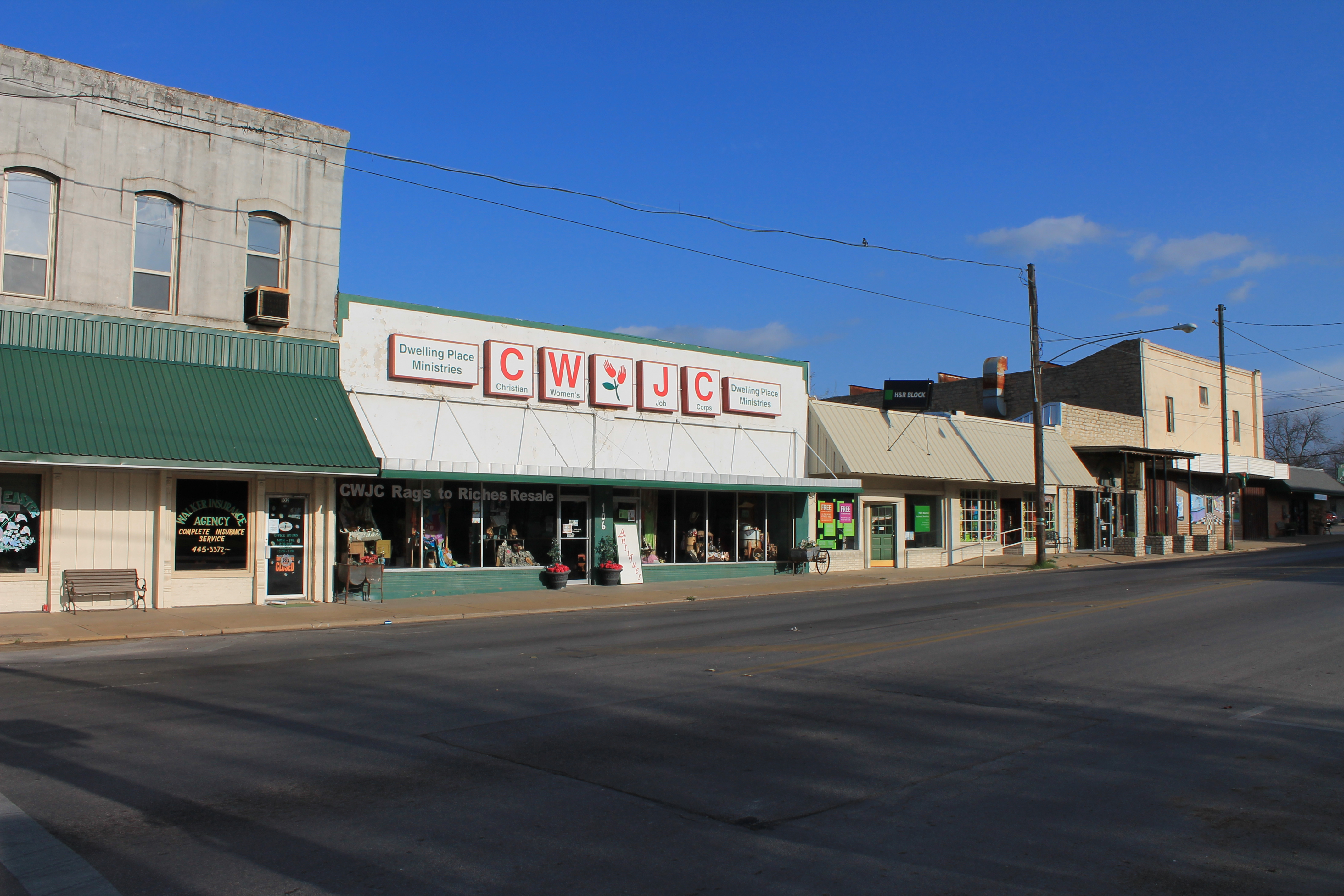
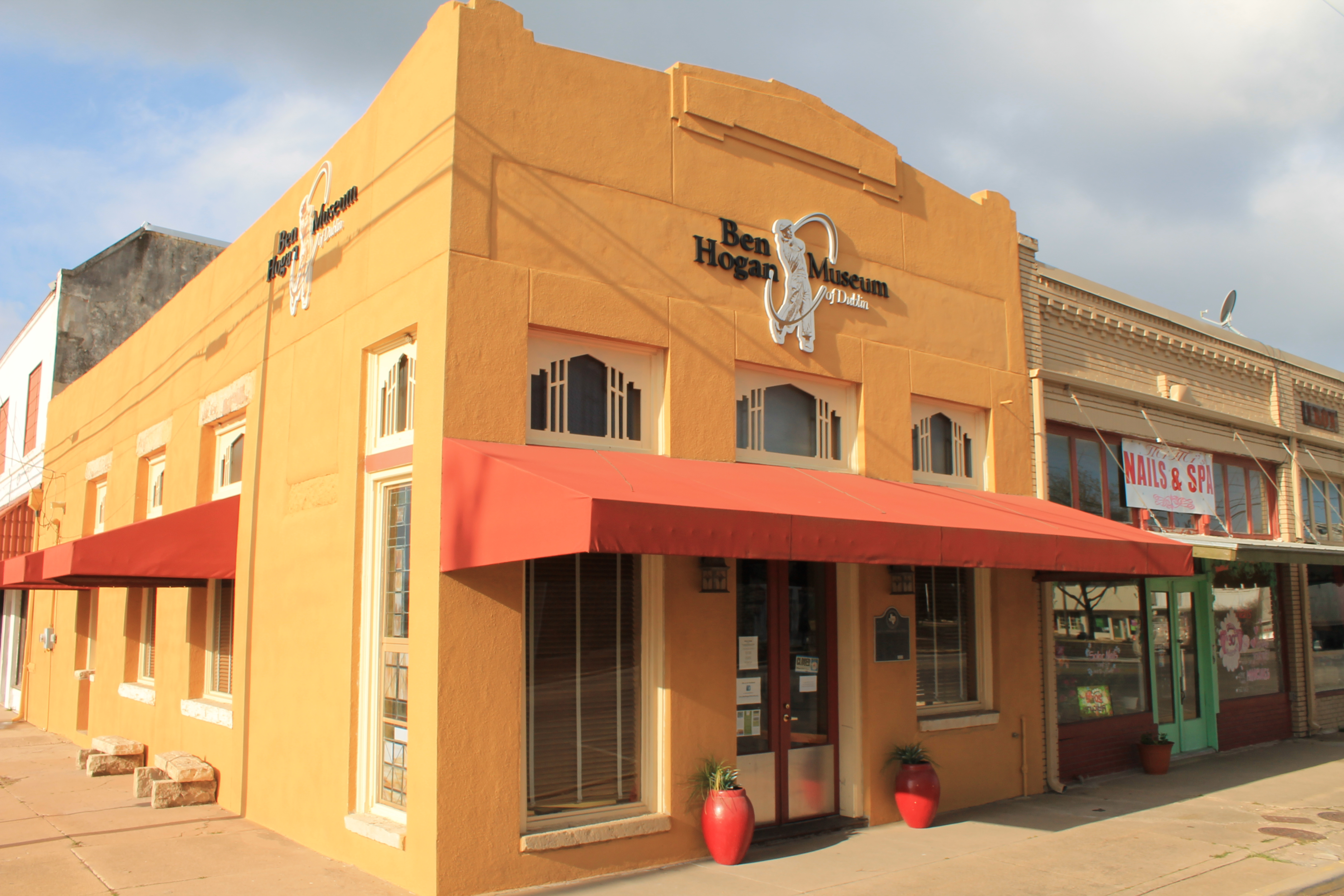
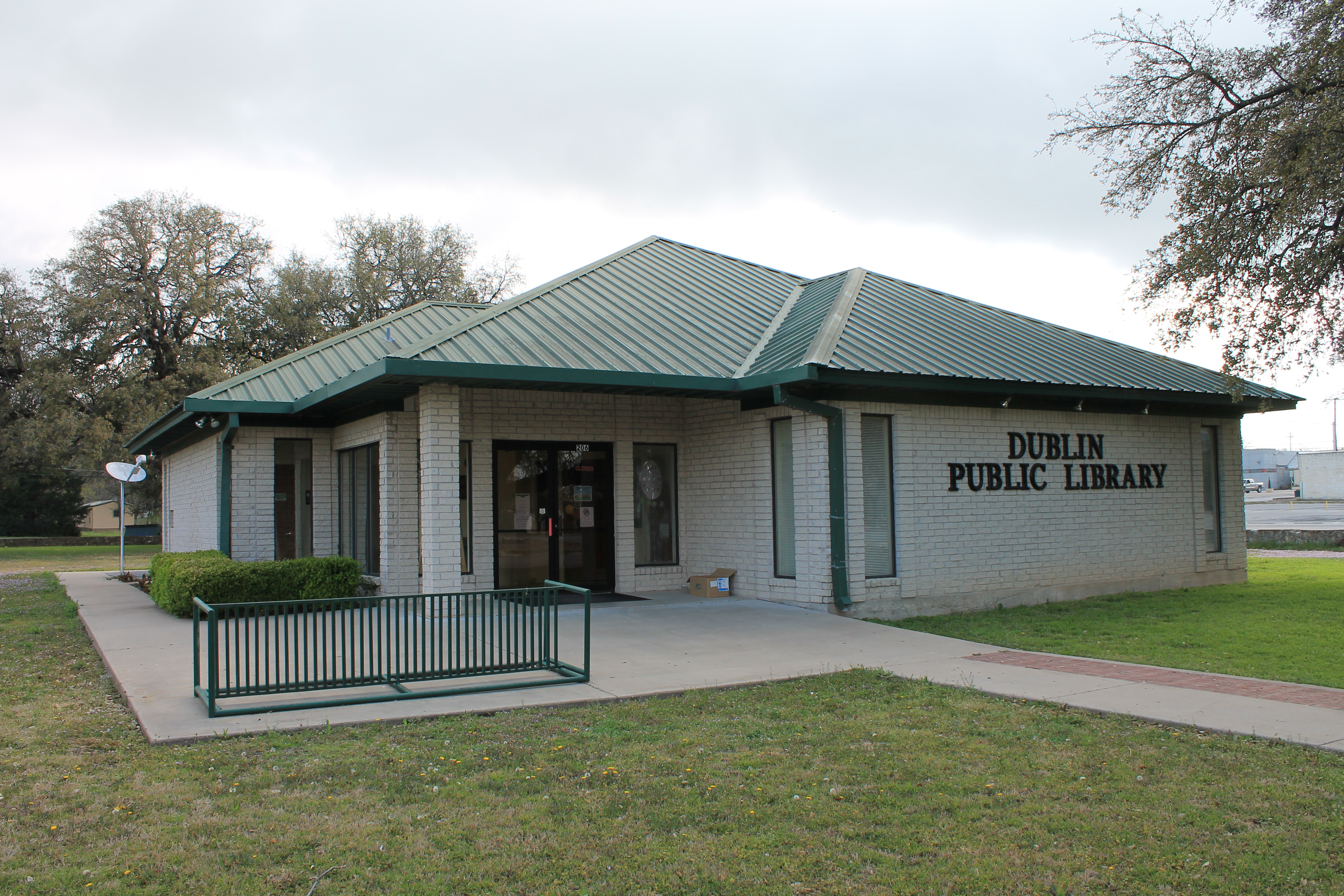

- ملف:Dr. Pepper sign in Dublin, Texas.JPG